# Fricativa velar surda
A fricativa velar surda é um tipo de fone consonantal empregado em alguns idiomas. O símbolo deste som tanto no alfabeto fonético internacional quanto no X-SAMPA é x. Este som ocorre na maioria dos dialetos do Sudeste e do Centro-Oeste do Brasil, dentro do português brasileiro, em palavras como "rio" e "erro". Ela também ocorre no alemão em palavras como "achtung", em castelhano (pronúncia de Castela-a-Velha) em palavras como "jamón", e em esperanto em palavras como "monaĥo"
Também é usado na transcrição ampla em vez do símbolo ⟨χ⟩, o chi grego, para a fricativa uvular surda.
Há também uma fricativa pós-velar surda (também chamada de pré-uvular) em algumas línguas.

## Características
- Sua forma de articulação é fricativa, ou seja, produzida pela constrição do fluxo de ar por um canal estreito no local da articulação, causando turbulência.
- Seu local de articulação é velar, o que significa que se articula com a parte posterior da língua (dorso) no palato mole.
- Sua fonação é surda, o que significa que é produzida sem vibrações das cordas vocais.
- Em alguns idiomas, as cordas vocais estão ativamente separadas, por isso é sempre sem voz; em outras, as cordas são frouxas, de modo que pode assumir a abertura de sons adjacentes.
- É uma consoante oral, o que significa que o ar só pode escapar pela boca.
- É uma consoante central, o que significa que é produzida direcionando o fluxo de ar ao longo do centro da língua, em vez de para os lados.
- O mecanismo da corrente de ar é pulmonar, o que significa que é articulado empurrando o ar apenas com os pulmões e o diafragma, como na maioria dos sons.

## Variantes
| IPA | Description            |
| --- | ---------------------- |
| x   | Plano                  |
| xʷ  | Labializado            |
| xʼ  | Ejetivo                |
| xʷʼ | Labializado ejetivo    |
| x̜ʷ  | Semi-labializado       |
| x̹ʷ  | Fortemente labializado |
| xʲ  | Palatalizado           |
| xʲʼ | Ejetivo palatalizado   |

## Ocorrência
A fricativa velar surda e sua variedade labializada são postuladas como tendo ocorrido em proto-germânico, o ancestral das línguas germânicas, como o reflexo das oclusivas velares palatais e velares surdas proto-indo-européias e a oclusiva velar surda labializada. Assim, *ḱr̥nom "chifre" proto-Indo-europeu e *kʷód "o que" se tornou *hurnan e *hwat protogermânico, onde *h e *hw eram provavelmente [x] e [xʷ]. Essa mudança de som faz parte da lei de Grimm.
No grego moderno, a fricativa velar surda (com sua consoante alófona a fricativa palatal surda [ç], ocorrendo antes das vogais anteriores) originou-se do stop aspirado surdo /kʰ/ do grego antigo em uma mudança de som que lenitava as paradas aspiradas gregas em fricativas.
| Língua             | Língua                | Palavra             | AFI          | Significado                  | Notas |
| ------------------ | --------------------- | ------------------- | ------------ | ---------------------------- | --- |
| Abaza              | Abaza                 | хьзы (hzy)          | [xʲzə]       | Nome                         | |
| Adigue             | Adigue                | хы (hy)             | [xəː]ⓘ       | Seis                         | |
| Albanês            | Albanês               | gjuha               | [ɟuxɑ]       | Língua                       | Alofone de /h/. |
| Aleúte             | Dialeto atkan         | alax                | [ɑlɑx]       | Dois                         | |
| Árabe              | Padrão moderno        | خضراء               | [xadˤraːʔ]   | Verde                        | Pode ser velar, pós-velar ou uvular, dependendo do dialeto.                                                                                                   |
| Assamês            | Assamês               | অসমীয়া                | [ɔxɔmia]     | Assamês                      | |
| Assírio neoramaico | Assírio neoramaico    | kha                 | [xaː]        | Um                           | |
| Avar               | Avar                  | чeхь / ҫeẋ          | [tʃex]       | Umbigo                       | |
| Azerbaijani        | Azerbaijani           | xoş / хош/خوش       | [xoʃ]        | Prazeroso                    | |
| Basco              | Alguns falantes       | jan                 | [xän]        | Comer                        | Velar ou pós-velar. Para outros falantes é j ~ ʝ ~ ɟ. |
| Bretão             | Bretão                | hor c'hib           | [or xiː]     | Nosso cachorro               | |
| Búlgaro            | Búlgaro               | тихо / tiho         | [ˈt̪ixo]ⓘ     | Quietamente                  | Descrito como tendo "apenas fraca fricção" ([x̞]). |
| Chinês             | Mandarim              | 河 / hé             | [xɤ˧˥]       | Rio                          | |
| Tcheco             | Tcheco                | chlap               | [xlap]       | Cara                         | |
| Dinamarquês        | Sul da jutlândia      | kage                | [ˈkʰæːx]     | Bolo                         | |
| Neerlandês         | Belga padrão          | acht                | [ɑxt]        | Oito                         | Pode ser pós-palatal /ç̠/ ao invés. Em dialetos falados acima dos rios Rhine, Meuse and Waal o som correspondente é um trinado fricativo pósvelar-uvular /ʀ̝̊˖/. |
| Neerlandês         | Sul dos Países Baixos | acht                | [ɑxt]        | Oito                         | Pode ser pós-palatal /ç̠/ ao invés. Em dialetos falados acima dos rios Rhine, Meuse and Waal o som correspondente é um trinado fricativo pósvelar-uvular /ʀ̝̊˖/. |
| Inglês             | Escocês               | loch                | [ɫɔx]        | Loch                         | Falantes mais jovens juntam esse som com /k/. |
| Inglês             | Scouse                | book                | [bʉːx]       | Livro                        | Um alofone do final de sílabas de /k/ (lenição). |
| Esperanto          | Esperanto             | monaĥo              | [monaxo]     | Monge                        | |
| Eyak               | Eyak                  | duxł                | [tʊxɬ]       | Armadilhas                   | |
| Finlandês          | Finlandês             | kahvi               | [ˈkɑxʋi]     | Café                         | Alofone de /h/. |
| Francês            | Francês               | jota                | [xɔta]       | Jota                         | Aparece em palavras emprestadas (de espanhol, árabe, chinês, etc.).                                                                                           |
| Georgiano          | Georgiano             | ჯოხი / joxi         | [ˈdʒɔxi]     | Graveto                      | |
| Alemão             | Alemão                | Buch                | [buːx]ⓘ      | Livro                        | |
| Grego              | Grego                 | τέχνη / téchnî      | [ˈte̞xni]     | 'art'                        | |
| Hebraico           | Hebraico              | מִיכָאֵל/micha'el      | [mixaʔel]    | Michael                      | |
| Hindustâni         | Hindi                 | ख़ुशी/khushii/khushī   | [xuʃiː]      | Felicidade                   | |
| Hindustâni         | Urdu                  | خوشی/khushii/khushī | [xuʃiː]      | Felicidade                   | |
| Húngaro            | Húngaro               | sahhal              | [ʃɒxːɒl]     | Com um xá                    | |
| Islandês           | Islandês              | október             | [ˈɔxtoːupɛr̥] | Outubro                      | |
| Indonésio          | Indonésio             | khas                | [xas]        | Típico                       | Aparece em palavras emprestadas do árabe. Normalmente pronunciado como [h] ou [k] por alguns indonésios.                                                      |
| Irlandês           | Irlandês              | deoch               | [dʲɔ̝̈x]       | Beber                        | |
| Japonês            | Japonês               | 発表 / happyō       | [xa̠p̚ʲpʲo̞ː]   | Anúncio                      | Alofone de /h/. |
| Cabardiano         | Cabardiano            | хы                  | [xəː]ⓘ       | Mar                          | |
| Coreano            | Coreano               | 흥정 / heungjeong   | [xɯŋd͡ʑʌŋ]    | Barganha                     | Alofone de /h/ antes /ɯ/. |
| Curdo              | Curdo                 | xanî                | [xɑːˈniː]    | Casa                         | |
| Limburguês         | Limburguês            | loch                | [lɔx]        | Ar                           | A palavra de exemplo vem do dialeto maastrichtiano. |
| Lituano            | Lituano               | choras              | [ˈxɔrɐs̪]     | Coro                         | Apenas em palavras emprestadas (normalmente palavras internacionais)                                                                                          |
| Lojban             | Lojban                | xatra               | [xatra]      | Carta                        | |
| Macedônio          | Macedônio             | Охрид / Ohrid       | [ˈɔxrit]ⓘ    | Ohrid                        | |
| Malaio             | Malaio                | akhir               | [a:xir]      | Fim                          | Ocorre em empréstimos em árabe. Frequentemente pronunciado como [h] ou [k] por alguns malaios.                                                                |
| Manês              | Manês                 | aashagh             | [ˈɛːʒax]     | Fácil                        | |
| Nepali             | Nepali                | आँखा                  | [ä̃xä]        | Olho                         | Alofone de /kʰ/. |
| Norueguês          | Urbano oriental       | hat                 | [xɑːt]       | Ódio                         | Possível alofone de /h/ em vogais quase anterior; pode ser expresso [ɣ] entre dois sons sonoros.                                                              |
| Persa              | Persa                 | دُختَر/dokhtar        | [dox'tær]    | Filha                        | |
| Polonês            | Polonês               | chleb               | [xlɛp]       | Pão                          | Também (na grande maioria dos dialetos) representado ortograficamente por ⟨h⟩.                                                                                |
| Português          | Fluminense            | arte                | [ˈaxtɕi]     | Arte                         | Variação livre de [χ], [ʁ], [ħ] e [h] antes de consoantes surdas.                                                                                             |
| Português          | Brasileiro geral      | arrasto             | [ɐ̞ˈxastu]    | Arrasto                      | Alguns dialetos, corresponde a uma consoante rótica /ʁ/. |
| Punjabi            | Gurmukhi              | ਖ਼ਬਰ/khabar          | [xəbəɾ]      | Notícias                     | |
| Punjabi            | Shahmukhi             | خبر/khabar          | [xəbəɾ]      | Notícias                     | |
| Romeno             | Romeno                | hram                | [xräm]       | Festa patronal de uma igreja | Alofone de /h/. |
| Russo              | Russo                 | хороший / chorošij  | [xɐˈr̠ʷo̞ʂɨ̞j]ⓘ | Bom                          | |
| Gaélico escocês    | Gaélico escocês       | drochaid            | [ˈt̪ɾɔxɪtʲ]   | Ponte                        | |
| Servo-Croata       | Servo-Croata          | храст / hrast       | [xrâːst]     | Carvalho                     | |
| Eslovaco           | Eslovaco              | chlap               | [xɫäp]       | Cara                         | |
| Somali             | Somali                | khad                | [xad]        | Tinta                        | |
| Espanhol           | Latino-americano      | ojo                 | [ˈo̞xo̞]       | Olho                         | Pode ser glotal no lugar; no norte e centro da Espanha é normalmente pós-velar ou uvular /χ/\|/h/.                                                            |
| Espanhol           | Sul da Espanha        | ojo                 | [ˈo̞xo̞]       | Olho                         | Pode ser glotal no lugar; no norte e centro da Espanha é normalmente pós-velar ou uvular /χ/\|/h/.                                                            |
| Sylheti            | Sylheti               | ꠈꠛꠞ/khabar          | [xɔ́bɔɾ]      | Notícias                     | |
| Tagalo             | Tagalo                | bakit               | [baxit]      | Porque                       | Alofone de /k/ em posições intervocálicas. |
| Turco              | Turco                 | ıhlamur             | [ɯxlamuɾ]    | Tília                        | Alofone de /h/. |
| Tyap               | Tyap                  | kham                | [xam]        | 1. Cabaça; 2. Prostituta     | |
| Xhosa              | Xhosa                 | rhoxisa             | [xɔkǁiːsa]   | Cancelar                     | |
| Ucraniano          | Ucraniano             | хлопець / chlopeć   | [ˈxɫɔ̝pɛt͡sʲ]  | Menino                       | |
| Usbeque            | Usbeque               | xurma               | [xurma]      | Tamareira                    | Pós-velar. Ocorre em ambientes diferentes da palavra-inicial e pré-consonantal, caso contrário, é pré-velar.                                                  |
| Vietnamita         | Vietnamita            | không               | [xəwŋ͡m˧]     | Não, zero                    | |
| Yagan              | Yagan                 | xan                 | [xan]        | Aqui                         | |
| Yi                 | Yi                    | ꉾ / he             | [xɤ˧]        | Bom                          | |
| Zapoteco           | Tilquiapano           | mejor               | [mɘxoɾ]      | Melhor                       | Usado na maior parte em palavras emprestadas do espanhol |